# Cacodemonius pusillus
Espèce
Cacodemonius pusillus est une espèce de pseudoscorpions de la famille des Withiidae.

## Distribution
Cette espèce est endémique du Salvador. Elle se rencontre vers El Tránsito.

## Publication originale
- Beier, 1953 : Pseudoscorpione aus El Salvador und Guatemala. Senckenbergiana biologica, vol. 34, p. 15-28.